# Chiesa di San Pietro in Vinculis (Pisa)
La chiesa di San Pietro in Vinculis (o di San Pierino) si trova in via Cavour a Pisa.

## Storia
Al 763 risale una prima menzione della Chiesa di San Pietro ai Sette Pini, nel sito dove oggi sorge invece la chiesa detta in Vinculis. Questa è attestata anche successivamente, fino all 1005. Nel 1018 un altro documento attesta una chiesa avente il nome attuale, segno che una prima ricostruzione era già avvenuta.
L'edificio attuale fu ricostruito a partire dal 1072, quando vennero eletti dei canonici agostiniani regolari che si dotarono anche di un chiostro e una sala capitolare. La chiesa fu consacrata nel 1118. Alcuni rifacimenti però avvennero gli anni successivi, anche per riparare i danni causati dal terremoto del 1117. Tra questi ci fu il rifacimento della facciata, la cui parte inferiore deve quindi essere collocata dopo il 1118.
Nel 1488 la chiesa passò ai monaci benedettini olivetani che la gestirono fino alle soppressioni leopoldine di fine XVIII secolo. Da allora la chiesa è parrocchia dell'arcidiocesi di Pisa.
Dal 2019 ospita alcune messe di rito bizantino della Chiesa greco-cattolica ucraina, una Chiesa cattolica orientale in comunione con la Santa Sede.

## Descrizione

### Esterno
La struttura esterna è legata al modello del romanico pisano diffuso da Buscheto. La facciata a spioventi in pietra verrucana ha tre portali sormontati da bifore, secondo una struttura assai originale. Il primo ordine della faciata termina con cinque archi ciechi poggianti su lesene e recanti oculi e losanghe (tranne quello centrale che racchiude la bifora più alta delle altre). L'ordine superiore ha tre archi ciechi poggianti su lesene ed una bifora al centro e culmina con un frontone recante un oculo.
Il fianco destro è coperto da edifici, mentre il sinistro ripete l'articolazione in lesene, archi ciechi, oculi e losanghe, alternate a monofore.
Il campanile posteriore, acquisito dal complesso nel 1157 e trasformato in torre campanaria, era originariamente una torre civile della fine dell'XI secolo o della prima metà del XII: il cambio di destinazione ha fatto sì che l'edificio mantenesse le strettissime aperture medievali (sostituite invece nel corso del tempo in quelle torri ad uso residenziale).

### Interno

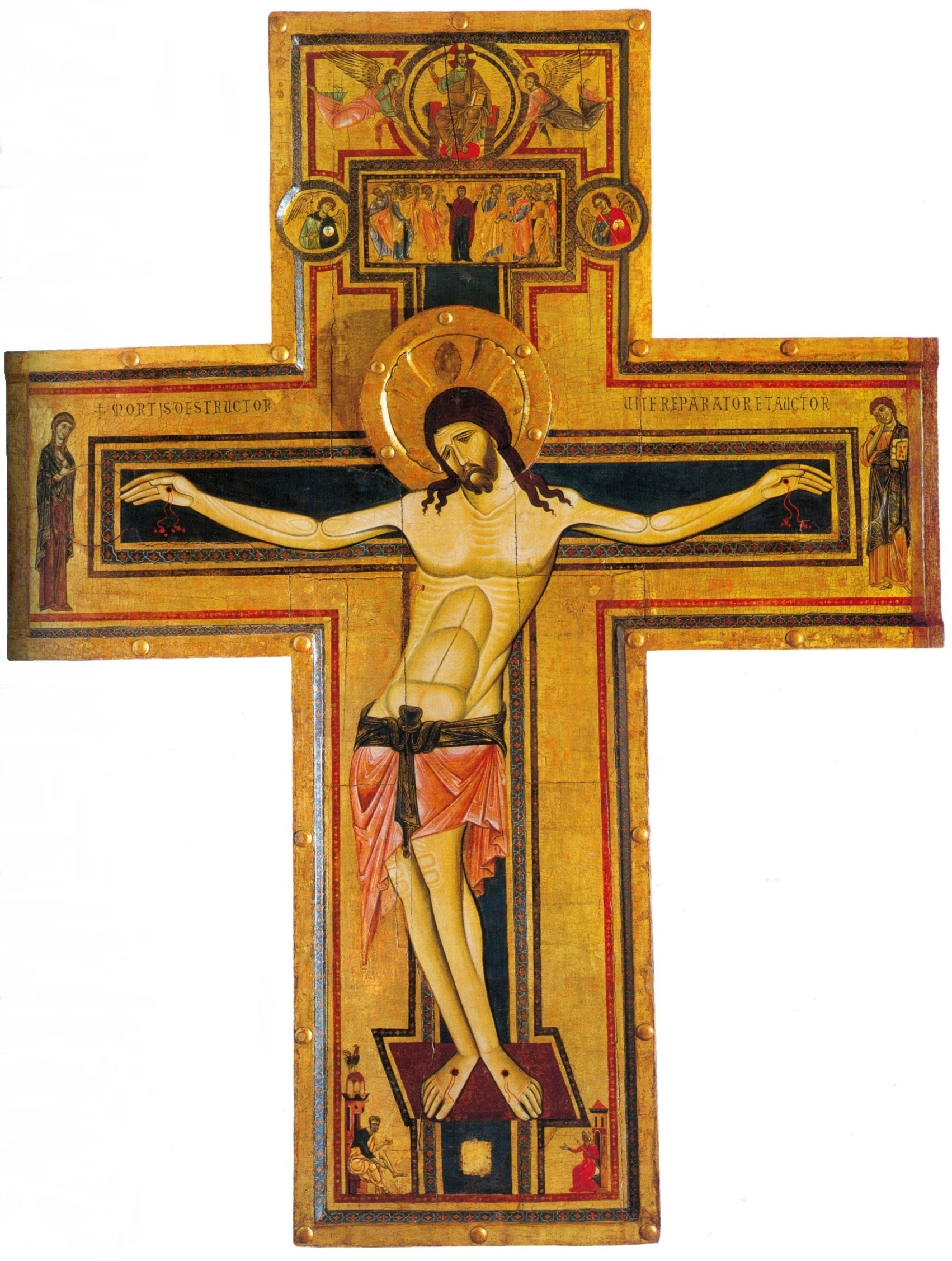
La croce dipinta di Michele da Baldovino (XIII secolo)

L'interno consta di tre navate absidate e otto campate, scandite da sette colonne con capitelli romani in stile corinzio (uno dei quali sostituito da un pilatro quadrato) ed archi a tutto sesto. La copertura della navata centrale e laterali è a capriate lignee e crociere intonacate (tarde), rispettivamente.
Il pavimento intarsiato è cosmatesco. Si conservano un sarcofago romano, resti di affreschi dei secoli XII e XIII e una Croce dipinta su tavola del XIII secolo, attribuita a Michele di Baldovino.
La cripta con volte a crociera e capitelli romani, risale al primo periodo costruttivo (antecedente al 1018). È forse resto di un'antica loggia per mercanti, poi tempio cristiano. Gli affreschi sono di artisti ignoti del XIII secolo.
La canonica conserva affreschi del XIII e XV secolo e stucchi del XVIII secolo.

## Le "reliquie" giuridiche
Per lungo tempo, sino alla sconfitta di Pisa da parte di Firenze, la chiesa ospitò un documento di capitale importanza per il diritto: i manoscritti del Digesto di Giustiniano I, il testo cioè del Corpus Iuris Civilis. Provenivano, secondo alcune fonti, dal sacco di Amalfi del 1137, oppure erano stati ceduti a Pisa da Lotario dopo la sua sconfitta. Furono chiamati in molti modi, ma soprattutto Lìttera Pisana, poi Florentina, od anche Pandette Pisane o Pandette Fiorentine.
I due volumi, il Liber sacratissimus dei giuristi, erano qui conservati cum magna solemnitate et reverentia, come riferisce Antonio da Pratovecchio, e venivano consultati da quei pochi giureconsulti che vi erano autorizzati per motivi di studio. Sulle modalità di conservazione dei tomi, durante il tempo in cui furono in questa chiesa, si hanno diversi dettagli provenienti da varie narrazioni. L'abate Borgo Dal Borgo citando per fonte Carlo Sigonio narra che, essendo affidate ai Cancellieri degli Anziani da una legge del 1284, questi erano tenuti a recarsi ogni tre mesi, insieme a due notai della Cancelleria, a controllare lo stato dei volumi, «tenerli puliti, e scossi che gli avevano, metterli al loro posto». Le Pandette sono oggi tra i manoscritti più antichi e preziosi della Biblioteca Medicea Laurenziana di Firenze.

## Altre immagini

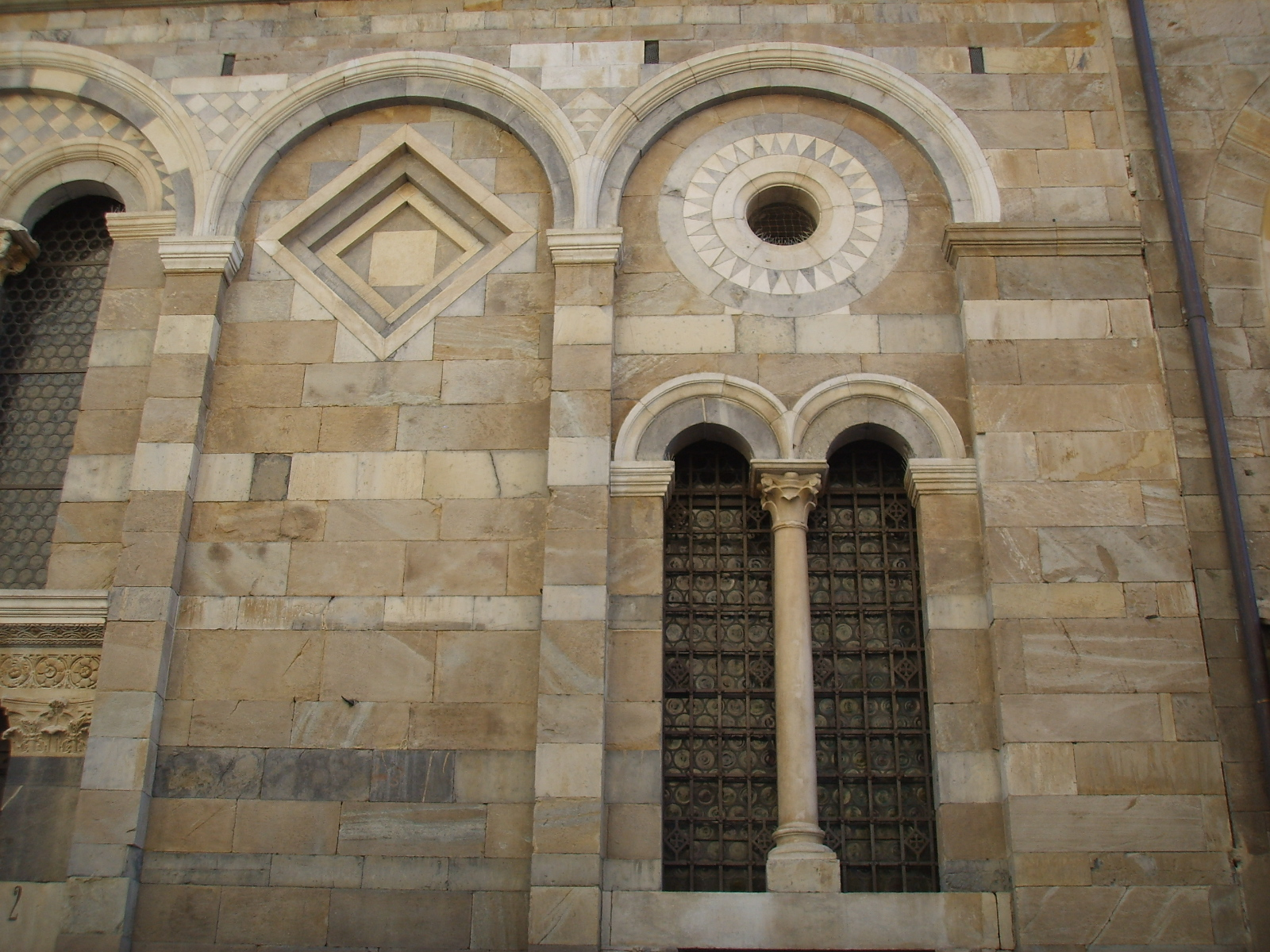
Dettaglio della facciata
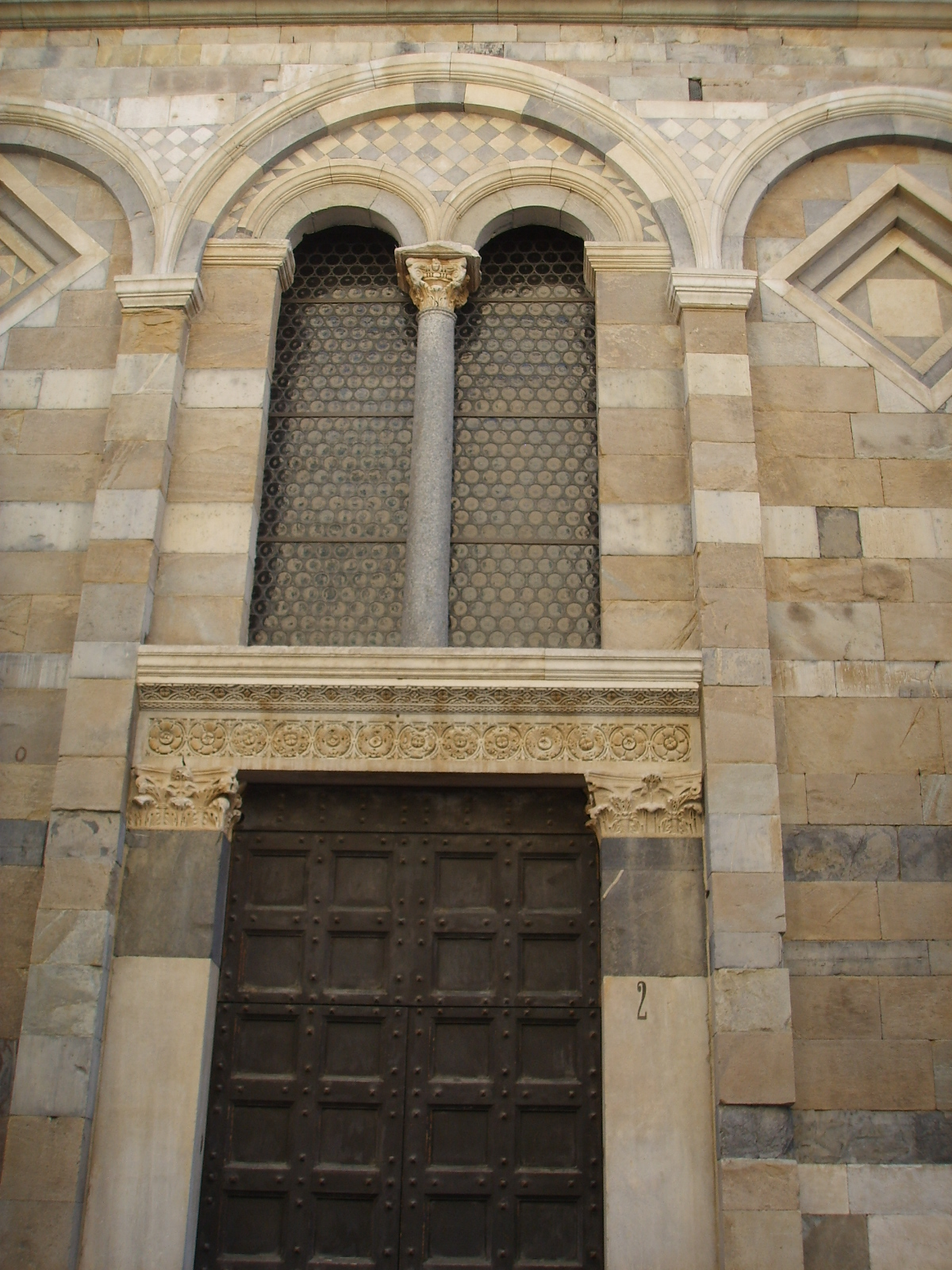
Dettaglio della facciata
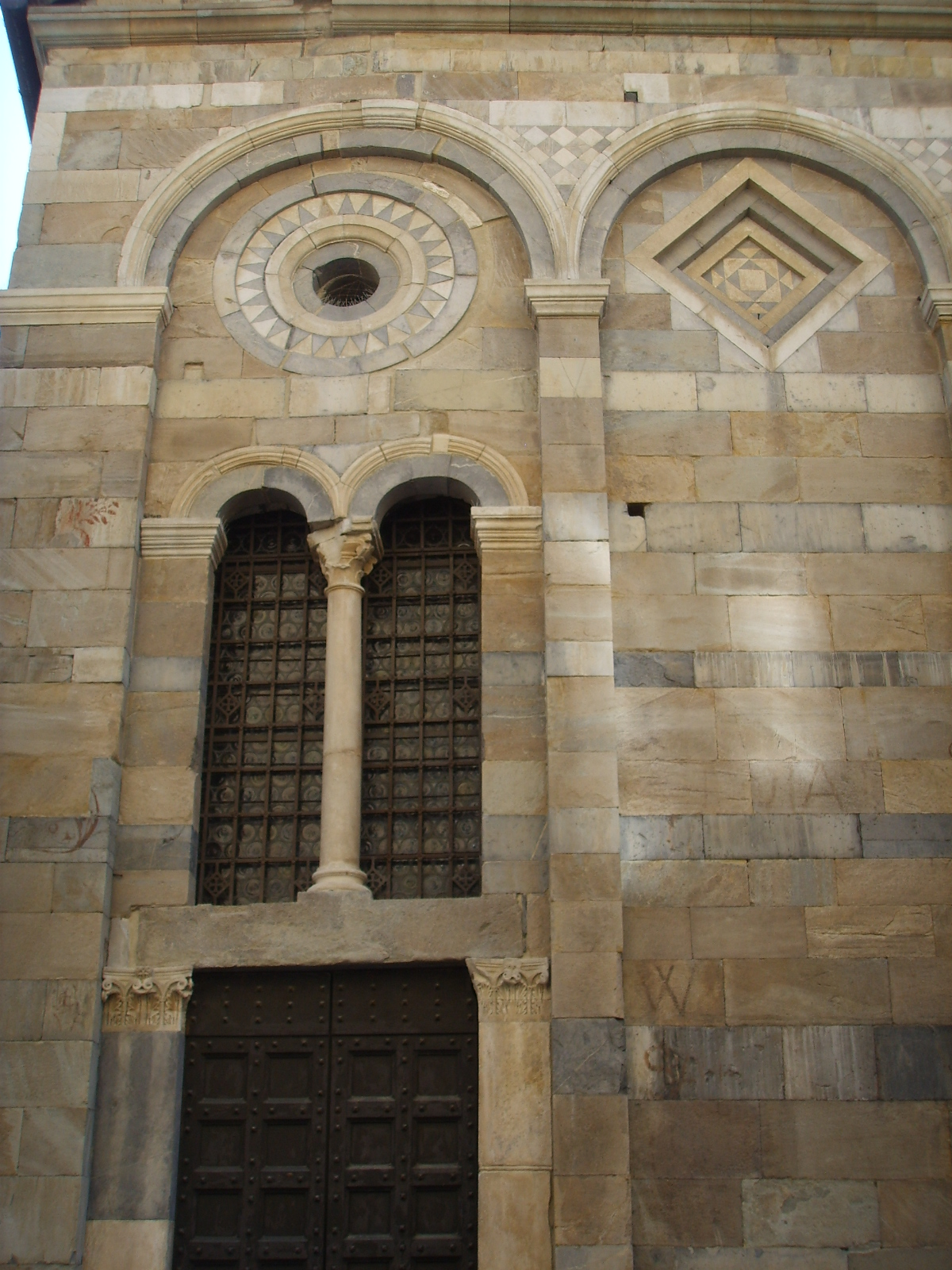
Dettaglio della facciata